# Dídac Pobes
Dídac Pobes fou un monjo i escriptor benedictí.
Primer fou escolà del Monestir de Sant Benet de Montserrat i després professor de la mateixa casa, molt estimat per la seva santedat i doctrina.
Va escriure les obres següents:
- Mannuale ecclesiasticum, en el que tracta de les cerimònies;
- Dominicale, o petit ritual;
- Ordo perpetuus in dies divini officii recitandi;
- Missamque celebrandi juxta Breviarium et Missale Romanum denuo a Sanctissimo Domino nostro Urbano VIII recognitum et auctum (Girona, 1640).